# AquaVentus Förderverein

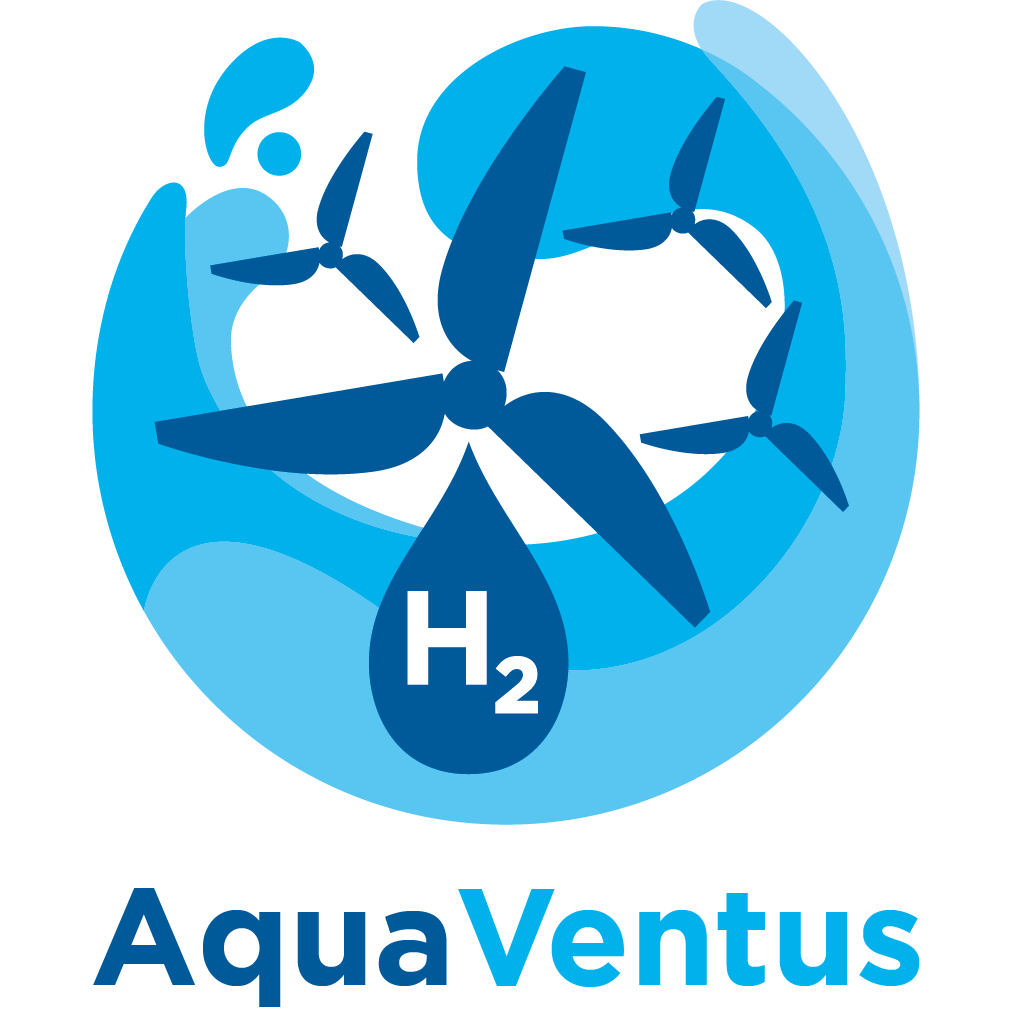

Der AquaVentus Förderverein e. V. ist eine 2021 auf Helgoland gegründete Offshore-Wasserstoffinitiative. Der Förderverein hatte im Dezember 2024 über 100 juristische Mitglieder.

## Zielsetzung und Konzept
Der AquaVentus Förderverein hat zum Ziel, für die Defossilisierung von Industrie, Verkehr und Energiesystemen bis zu 1 Million Tonnen Offshore erzeugten Grünen Wasserstoff jährlich zur Verfügung zu stellen.
Hierzu sollen 10 Gigawatt (GW) Elektrolyseleistung auf See installiert werden. Diese Anlagen sollen mithilfe von Offshore-Windenergie Grünen Wasserstoff produzieren, der anschließend über die Sammel-Pipeline AquaDuctus an Land transportiert wird. Von dort aus soll der Wasserstoff direkt in die dann bestehende Infrastruktur des Wasserstoff-Kernnetzes eingespeist werden.

## Kontext Deutschland: Nationaler Wasserstoffbedarf
Derzeit produziert Deutschland jährlich etwa 55 Terawattstunden (TWh) Wasserstoff, fast ausschließlich aus fossilem Erdgas. Der Nationale Wasserstoffrat (NWR) prognostiziert jedoch für 2030 einen Bedarf von 94 bis 125 TWh, der bis 2035 auf etwa 166 TWh steigen könnte. Diese Zahlen stimmen mit den Zielen der aktualisierten Nationalen Wasserstoffstrategie (NWS) von Juli 2023 überein, die ebenfalls einen Bedarf von 95 bis 130 TWh für 2030 vorhersieht. Zusätzlich sieht die NWS ein Elektrolyseausbauziel von 10 GW bis 2030 vor, von denen 1 GW explizit für Offshore-Anlagen bestimmt sind.

## Kontext Nordsee: Energy-Hub für Europa
Der Ausbau der Offshore-Energie ist ein entscheidender Schritt zur Erreichung der Klimaziele und zur Transformation des Energiesystems hin zu einer dekarbonisierten Versorgung. Die Nordsee, oft auch im politischen Kontext als „Grünes Kraftwerk“ bezeichnet, bietet dafür ideale Bedingungen, insbesondere in der Doggerbank, einer zentral gelegenen, flachen Meeresregion mit Wassertiefen zwischen 20 und 50 Metern und bis zu 3.900 Volllaststunden pro Jahr.
In Deutschland wurden die Ausbauziele für Offshore-Windenergie durch die Novellierung des Windenergie-auf-See-Gesetzes (WindSeeG) im Jahr 2022 deutlich angehoben: Bis 2030 sollen 30 GW, bis 2035 40 GW und bis 2045 70 GW Leistung installiert sein. Zum Vergleich: Bis Juni 2024 waren in Deutschland 1.602 Offshore-Windkraftanlagen mit einer Gesamtleistung von 8,9 GW in Betrieb.
Bisher sind die von AquaVentus anvisierten 10 GW Elektrolyseleistung nicht Teil der Ausbaupläne nach dem Windenergie-auf-See-Gesetz (WindSeeG).
Auf europäischer Ebene setzen die Ziele der Ostende-Deklaration vom April 2023 neue Maßstäbe, indem die Nordseeanrainerstaaten eine Erhöhung der Offshore-Windkapazität auf 120 GW bis 2030 und 300 GW bis 2050 beschlossen. Diese ehrgeizigen Zielsetzungen verdeutlichen die zentrale Rolle der Nordsee bei der nachhaltigen Energieversorgung Europas.

## Kontext Europa: European Hydrogen Backbone Initiative und IPCEI Status
Die Hydrogen Backbone Initiative (European Hydrogen Backbone) fördert den Aufbau eines europaweiten Wasserstoff-Pipelinenetzwerks, um eine grenzüberschreitende Versorgung mit Grünem Wasserstoff sicherzustellen. Das einzige Offshore-Pipeline-Projekt zur Realisierung des European Hydrogen Backbone in der deutschen Nordsee ist AquaDuctus.
Die Offshore-Pipeline AquaDuctus wurde mit dem IPCEI-Status (Important Project of Common European Interest) ausgezeichnet, was ihre strategische Bedeutung für die deutsche und europäische Wasserstoffwirtschaft unterstreicht und staatliche Förderung sowie regulatorische Unterstützung ermöglicht.

## AquaDuctus: Pipeline für Grünen Wasserstoff aus der Nordsee
Die „open access“-Pipeline AquaDuctus ist als Offshore-Wasserstoff-Transportleitung konzipiert und Teil des nationalen Wasserstoff-Kernnetzes. Die geplante Transportkapazität der Pipeline liegt bei 20 GW. Im Falle einer Vollauslastung entspräche das circa 160 Terawattstunden (TWh) Grünen Wasserstoffs pro Jahr. Zum Vergleich: Deutschland produzierte 2023 circa 272 TWh Strom aus erneuerbaren Energien. Bei voller Auslastung könnte AquaDuctus somit etwa 63 % dieser Menge in Form von zusätzlichem Grünem Wasserstoff bereitstellen.